# Meaux
Meaux è un comune francese di 55 709 abitanti sottoprefettura nel dipartimento della Senna e Marna, nella regione dell'Île-de-France.
Antica capitale della Brie, i suoi abitanti si chiamano Meldois.

## Monumenti e luoghi d'interesse
- Cattedrale di Meaux

## Società

### Evoluzione demografica
Abitanti censiti

## Amministrazione

### Gemellaggi
- Heiligenhaus
- Basildon

## Sport

### Calcio
A Meaux sorge lo Stadio Alberto Corazza, che ospita le partite del CS Meaux. Lo stadio è intitolato alla memoria di Alberto Corazza, calciatore che chiuse la propria carriera nel 1963 con la squadra locale.